# Хагелин, Дагмара
Дагма́ра И́нгрид Ха́гелин (швед. Dagmar Ingrid Hagelin, 29 сентября 1959 — 27 января 1977) — дочь аргентинского бизнесмена шведского происхождения Рагнара Хагелина, похищенная членами ультраправых «эскадронов смерти» 27 января 1977 года во время «грязной войны» в стране.
В её убийстве обвиняется Альфредо Астис. Она и Сванте Гренде являются двумя шведскими жертвами «грязной войны» в Аргентине.